# البغوي
أَبُو مُحَمَّدٍ الحُسَينُ بْنُ مَسعُودٍ بْنِ مُحَمَّدٍ الفَرَّاءُ البَغَوِيّ أو الحَافِظ البَغَوِيّ هو إمام حافظ وفقيه ومجتهد، ويُلقَّب أيضًا برُكن الدين، ومُحيي السنة. أحد العلماء الذين خدموا القرآن والسنة النبوية الإسلامية، دراسة وتدريسًا، وتأليفًا.
وسُمي بالفَرَّاء: نسبة إلى عمل الفراء وبيعها.
وأما تسمية البَغَوي: نسبة إلى بلدة يقال لها: (بغ) وبَغْشور، وهي بلدة خراسان بين
مرو الروذ وهراة.

## المولد والنشأة
ولد في بغثور وإليها نسبته وهى بليدة بين هراة ومروالروذ من بلاد خراسان، أنجبت كثيرا من المحدثين والفقهاء وأهل العلم.
معظم المصادر التي ترجمت له لم تشر إلى السنة التي ولد فيها، غير أن ياقوت الحموي قال في معجم البلدان: إنه ولد سنة (433 هـ) أما الزركلي فأشار في الأعلام إلى أنه ولد سنة (436 هـ).
جميع من ترجم له أرخوا أنه توفى سنة (516) من الهجرة سوى ابن خلكان فأرخ وفاته (510)، وقالوا إنه قد بلغ الثمانين أو تجاوزها، فيغلب الظن أنه ولد في أوائل العقد الرابع من القرن الخامس الهجري.
وقال الذهبي في كتابه السير: لا نعرف الكثير عن نشأته وحياته المبكرة، كما نجهل ما يتصل بأسرته وعدد أفرادها وذلك كله لأن المصادر التي ترجمت له لا تفصح عن ذلك، ولعل السبب في هذه الظاهرة أن أسرة الإمام البغوي لم يكن فيها من له باع طويل في ميدان العلم والفقه والكتاب والسنة، فيذكرون بتلك العلوم كما ذُكر، ويُشهرون بها كما شهر، علماً بأن المدينة التي ولد بها ونشأ فيها وهي بلاد خراسان التي أنجبت كثيراً من العلماء.
والإمام البغوي قد نشأ في أسرة فقيرة كما ينشأ أكثر العلماء في عصره، وخاصة أن المصادر تذكر أن أباه كان فرَّاءً يصنع الفراء ويبيعها.

## عقيدته ومذهبه
كان البغوي يعتنق عقيدة أهل السنة والجماعة فشهادات العلماء ممن ترجم له، تشهد له بذلك فهو كما يقول ابن نقطة عنه انه: (إمام حافظ ثقة صالح) وهي من الدرجات العالية في التعديل والتقويم.
ويقول الإمام الذهبي (على منهاج السلف حلاً وعقداً): ويتضح من هذه الأقوال أن عقيدته هي عقيدة أهل السنة والجماعة. وأما مذهبه فقد كان شافعياً بل من أئمة المذهب الشافعي، وقد اشتهر ذلك لدى العلماء وأكده من ترجم له، ومنهم ابن خلكان والذهبي والسبكي وغيرهم. أما اختياره للمذهب الشافعي فبحكم البيئة التي نشأ بها والعلماء الذين تلقى عنهم ودرس عليهم الفقه.
وقد دفعه حبه حرصه على المعرفة، وشغفه بالسنة أن يرحل في طلب العلم فرحل إلى مروالروذ ليلتقى بإمام عصره الحسين بن محمد المروزى القاضى، فتتلمذ له وروى عنه. 
وطاف بلاد خراسان وسمع إلى كثير من علمائها وروى عنهم الصحاح، والسنن، والمسانيد، ودرس المذاهب الأربعة وخاصة مذهب الإمام الشافعي، وجالس علماء اللغة وحمل عنهم الكتب التي ألفت في غريب الحديث وفسر معانيه.

## شيوخه
- 1- أبو على الحسين بن محمد بن أحمد المرزوى.
- 2- أبو عمر عبد الواحد بن أحمد بن أبي القاسم المليحى الهروى.
- 3- أبو الحسن على بن يوسف الجوينى.
- 4- أبو بكر يعقوب بن أحمد الصرفى النيسابوري.
- 5- أبو على حسان بن سعيد المنيعي.
- 6- أبو بكر محمد بن عبد الصمد الترابى المرزوى.
- 7- أبو القاسم عبد الكريم بن عبد الملك ابن طلحة النيسابوري القرشي الملقب شيخ خراسان.
- 8- أبو صالح أحمد بن عبد الملك بن على بن أحمد النيسابوري.
- 9- أبو تراب عبدالبافى بن يوسف بن على بن صالح بن عبد الملك المراغى الفقيه الشافعي.
- 10- عمر بن عبد العزيز الفشانى.
- 11- أبو الحسن محمد بن محمد الشريزى.
- 12- أبو سعد أحمد بن محمد بن العباس الخطيب الحميدى.
- 13- أبو محمد عبد الله بن عبد الصمد بن أحمد بن موسى الجوزانى.
- 14- أبو جعفر محمد بن عبد الله بن محمد بن المعلم الطوسى.
- 15- أبو طاهر محمد بن على بن محمد بن على بن بوية الزراد.
- 16- أبوبكر أحمد بن أبي نصر الكوفانى.
- 17- أبو منصور محمد بن عبد الملك المظفرى السرخسى.
- 18- أبو عبد الله محمد بن الفضل بن جعفر الخرقى.
- 19- أبوالحسن على بن الحسين بن الحسن القرينينى.
- 20- أبوالحسن عبد الرحمن بن محمد بن محمد ابن المظفر الداودى.

## تلامذته
- مجد الدين أبو منصور محمد بن أسعد بن محمد المتوفى سنة (571) ((وهو الذي روى شرح السنة عن مؤلفه (الإمام البغوى)،ثم أخذ عنه الكثير من علماء الشريعة.
- أبو الفتوح محمد بن محمد بن على الطائي الهمذاني، محدث متوفى سنة 555 من الهجرة من تأليفه ((الأربعين في إرشاد السالكين إلى منازل المتقين))جمعه عن مسموعاته أربعون شخصاً.
- أبو المكارم فضل الله بن محمد بالنوقاني، وهو آخر من روى عنه وبقى إلى سنة ستمائة، أجاز للفخر علي بن البخاري شيخ الإمام الحافظ الذهبي وأخذ عنه الكثير من علماء أهل مرو.

## صفاته
قيل أنه كان له الكثير من المزايا مما كان له أثر كبير في ظفره بلقب ((الإمام)) و((محيي السنة)) و((شيخ الإسلام)).
وغيرها من الألقاب التي أطلقها عليه من ترجم له فأوضحوا أنه كان حافظاً للقرآن وملماً لقراءاته، وعالماً بما أثر عن الصحابة والتابعين في التفسير، وذو بصر تام بمذهب الإمام الشافعي وعالماً بالخلاف بين المذاهب الأربعة، وهو من أئمة الحديث وحفاظه، وكان لا يتعصب لمذهب ولا يندد بغيره، وكان حريصاً على نشر علوم القرآن والسنة.

## الاستشهادات
- يقول الإمام الذهبي في ترجمته: (الشيخ الإمام، العلامة القدوة الحافظ شيخ الإسلام، مُحيي السنة أبو محمد الحسين بن مسعود بن محمد بن الفراء البغوي الشافعي المفسر صاحب التصانيف (كشرح السنة) و(معالم التنزيل) و(الجمع بين الصحيحين) وأشياء. وكان البغوي يُلقب بمحيي السنة وبركن الدين، وكان سيداً إماماً عالماً علامة زاهداً وله القدم الراسخ في التفسير والباع المديد في الفقه.[7]
- ويقول الداودي في كتابه (طبقات المفسرين) : (كان إماماً في التفسير، إماماً في الحديث، إماماً في الفقه، جليلاً ورعاً زاهداً تفقَّه على القاضي حسين وهو أخص تلامذته، وسمع الحديث منه ومن أبي عمر عبد الواحد المليحي، وأبي الحسن الداودي، وأبي الحسن محمد بن محمد الشيرازي وغيرهم. وسماعاته بعد الستين وأربعمائة.
- روى عنه أبو منصور محمد بن أسعد العطاري وأبو الفتوح محمد بن محمد الطائي وجماعة وآخرهم أبو المكارم فضل الله بن محمد النوقاني وله من التصانيف (معالم التنزيل في التفسير) و(شرح السنة) و(المصابيح) و(الجمع بين الصحيحين) و(التهذيب في الفقه) وقد بورك له في تصانيفه ورُزق فيها القبول الحسن بنيته وكان لا يلقي الدرس إلا على طهارة، وكان قانعاً يأكل الخبز وحده، ثم عُذِل في ذلك فصار يأكله بزيت، مات في شوال سنة 510هـ بمرو الروَّذ ودفن عند شيخه القاضي الحسين وقد جاوز البغوي الثمانين ولم يحج). وذكر ذلك أيضاً الذهبي.[8]
- وقال السبكي: (وكان البغوى يلقب بمحيي السنة، وبركن الدين، ولم يدخل بغداد، ولو دخلها لاتسعت ترجمته، وقدره عال في الدين والتفسير والفقه والحديث).
- وقال ابن العماد الحنبلي: (المحدث المفسر صاحب التصانيف، عالم أهل خراسان)
- وقال ابن خلكان: (كان بحر في العلوم وصنف في تفسير كلام الله وأوضح المشكلات من قول النبى) ﷺ الحديث
- وقال ابن كثير في البداية والنهاية : (وكان علامة زمانه، ديِّناً، ورعاً، زاهداً، عابداً، صالحاً).
- وقال السيوطي في طبقات الحفاظ : (وبورك له في تصانيفه، لقصده الصالح، فإنه كان من العلماء الربانيين، ذا تعبد ونسك، وقناعة باليسير).

## مؤلفاته
- شرح السنة
- مجموعة الفتاوى.
- التهذيب في فقه الإمام الشافعي.
- معالم التنزيل.
- مصابيح السنة.
- الأنوار في شمائل المختار.
- الجامع بين الصحيحين.
- الأربعين حديثا .

## وفاته
توفي بمرو الروذ مدينة من مدائن بخراسان في شوال سنة ست عشرة وخمسمائة ودفن بجنب شيخه القاضي حسين، وعاش بضعا وسبعين سنة.